# 东昌府区
东昌府区是中国山东省聊城市所辖的一个市辖区，西临京杭大运河，東依東阿縣、茌平區，南接陽穀縣，西連冠縣、莘縣，北靠臨清。全區總面積945平方公里。區人民政府駐柳園街道。

## 行政区划
东昌府区下辖10个街道办事处、13个镇：
古楼街道、柳园街道、新区街道、湖西街道、道口铺街道、闫寺街道、凤凰街道、北城街道、东城街道、蒋官屯街道、侯营镇、沙镇镇、堂邑镇、梁水镇、斗虎屯镇、郑家镇、张炉集镇、于集镇、许营镇、朱老庄镇、顾官屯镇、广平镇、韩集镇和香江管委会。

## 人口
截至2020年11月1日零時，根據第七次全国人口普查結果顯示：東昌府區常住人口為1008594人。

## 交通
- 京九铁路：付楼站